# Elektronische rijwegbeveiliging

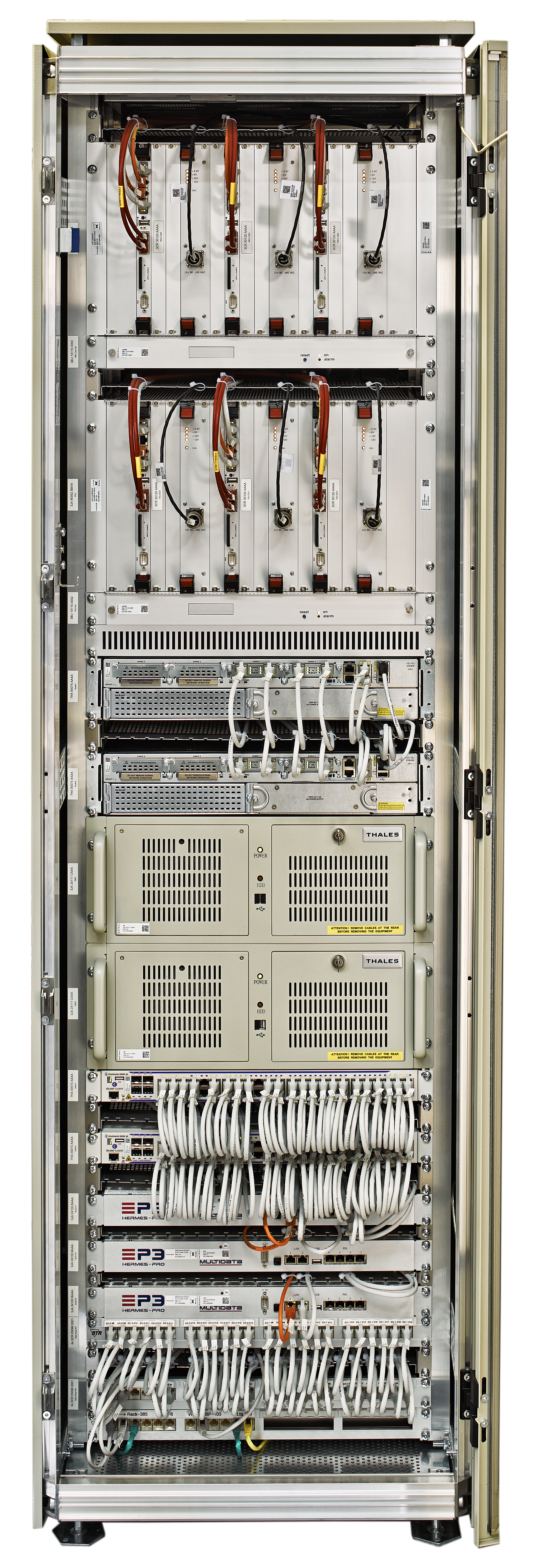
Een voorbeeld van een rek waarin computerapparatuur geplaatst is.
Op deze foto een RBC-centrale, onderdeel van de baanapparatuur van GSM-R.

Elektronische rijwegbeveiliging of elektronische rijwegvergrendeling (Engels: electronic interlocking) is de elektronische apparatuur voor de rijwegbeveiliging van spoorwegen. De beveiliging voorkomt fouten bij de bediening van seinen en wissels en dergelijke. Zij voorkomt dat seinen of wissels in een 'verkeerde stand' gezet worden.
De elektronische rijwegbeveiligingen vormen een nieuwe generatie van rijwegbeveiligingen of rijwegvergrendelingen. Dit is de generatie die volgt op de generatie van relaisbeveiligingen, dat is de generatie van elektromagnetische apparatuur.

## Werking

### Techniek
Elektronische rijwegbeveiliging werkt op basis van microprocessoren. De eerste elektronische rijwegbeveiligingen werden uitgevoerd met programmable logic controllers (PLC's), de moderne varianten met behulp van computerprogramma's. De veiligheid van computerprogramma's wordt onder andere bereikt door de veiligheidscontroles door twee of drie verschillende algoritme's (berekeningswijzen) uit te voeren. Bij gebruik van twee veiligheidscontroles moeten beide controles slagen, bij gebruik van drie veiligheidscontroles moeten twee van de drie controles slagen. Dit wordt respectievelijk een 'twee uit twee' of een 'twee uit drie' strategie genoemd.

### Plaats in de besturingsketen
In de besturingsketen van het spoorverkeer zit de elektronische rijwegveililiging tussen de bedieningsapparatuur van de treindienstleider en de apparatuur die wissels en seinen bedient. De bedieningsapparatuur bestaat gewoonlijk uit grote schermen waarop een of meerdere spoorwegemplacementen zijn afgebeeld. Treindienstleiders bedienen seinen en wissels door het 'aanvragen' van rijwegen. Een rijweg is de route van treinen over de spoorweg en over spoorwegemplacementen. Rijwegen worden met de hand, halfautomatisch of volautomatisch aangevraagd.

### Koppeling met andere apparatuur
In de loop van de tijd werd de besturingsketen van het spoorverkeer steeds complexer. Een gevolg daarvan is dat rijwegbeveligingen met steeds meer andere componenten gekoppeld moet worden. Hierboven is de relatie met de bedieningsapparatuur al genoemd. Ook zijn koppelingen nodig met wissels, seinen en andere apparatuur langs de vrije baan. De baanapparatuur langs de spoorbaan moet bediend worden, en na bediening moet de stand van de apparatuur gecontroleerd worden, en teruggemeld aan de apparatuur voor de rijwegbeveiliging. Hiervoor worden aparte apparaatbestuurders (Engels: object controllers) gebruikt. Een apparaatbestuurder bedient een apparaat zoal een wissel, hij leest informatie uit een apparaat, bij een wissel bijvoorbeeld of de wisseltongen netjes aangesloten aan de spoorstaaf liggen. Daarnaast is het ook een vertaalmodule: een apparaatbestuurder communiceert op de standaardwijze met de elektronische rijwegbeveiliging, en op de apparaatspecifieke wijze met de baanapparatuur. Daardoor kan elektronische rijwegbeveiliging met veel soorten baanapparatuur samenwerken.
Vaak wordt de besturing en de voeding van baanapparatuur gescheiden uitgevoerd, waardoor de besturing van de baanapparatuur op grote afstanden kan worden uitgevoerd. Daardoor is een grotere mate van centralisatie van apparatuur mogelijk.
Ook zijn koppelingen in horizontale richting noodzakelijk, dat wil zeggen koppelingen naar rijwegbeveiligingen van aangrenzende bedieningsgebieden. Dat kunnen elektronische rijwegbeveiligingen zijn van andere fabrikanten, maar ook relaisbeveiligingen klassieke rijwegbeveiligingen.

## Vergelijking met relaisbeveiliging
Verschillen tussen relaisbeveiliging en beveiliging op basis van micro-elektronica zijn talrijk. In het algemeen is de grotere rijkdom aan gebruiksmogelijkheden ofwel functionaliteit van de laatste veel groter.
Een opsomming van een aantal eigenschappen van elektronische rijwegbeveiligingen ten opzichte van relaisbeveiligingen:
- Afwezigheid van relais, en dus van bewegende onderdelen. Dat heeft ook tot gevolg:
  - Minder ruimtegebruik
  - Minder bekabeling in de ruimten waar de beveiliging is ondergebracht. Het aanbrengen van bekabeling in relaishuizen vergt 20% tot 30% van de totale kosten
  - Energiezuiniger
  - Geen gelijkstroomvoeding nodig.
  - Geen of minder airconditioning nodig.
- Wijzigingen van het emplacement kunnen makkelijker doorgevoerd worden in de elektronische rijwegbeveiliging. Dat leidt tot besparingen van kosten voor onderhoud en wijziging.
- De elektronische rijwegbeveiliging is beter schaalbaar, wat betekent dat het relatief makkelijk is het bedieningsgebied te vergroten. Ook dit leidt tot besparingen van kosten voor onderhoud en wijziging.
- Minder kans op fouten met een veiligheidsrisico: veiliger
- Minder kans op uitval en op fouten zonder veiligheidsrisico: betrouwbaarder
- Minder vaak en minder lange buitengebruikstelling voor herstel of aanpassing: hogere beschikbaarheid. Dit wordt onder andere bereikt met:
  - Voorzieningen voor zelfdiagnose. Gebreken in het systeem worden automatisch gelokaliseerd en de aard van die gebreken wordt automatisch vastgesteld. Dat maakt snel herstel mogelijk.
  - Voorzieningen voor zelftests. Dreigende gebreken door slijtage, ook in de baanapparatuur (wissels en seinen) kunnen daardoor vroegtijdig onderkend worden, zodat herstel mogelijk is voordat er daadwerkelijk een storing optreedt.
  - Bij minder belangrijke verstoringen schakelen de systemen zichzelf niet of minder snel uit. Elektronische rijwegbeveiliging bieden daarmee een beter evenwicht tussen failsafe en fouttolerant.
  - Soms is het mogelijk om wijzigingen voor een deel van een emplacement door te voeren, bijvoorbeeld nadat het emplacement zelf is gewijzigd, zonder dat andere delen van het bedieningsgebied daar gevolgen van ondervindt.
- De beveiliging van de vrije baan, de spoorlijn tussen twee emplacementen, kan tegen acceptabele kosten opgenomen worden in de elektronische rijwegbeveiliging. Daardoor kan de treindienstleider, waar nodig, ook seinen op de vrije baan bedienen, wat bijvoorbeeld belangrijk is bij treinmaterieel dat stilvalt.
- Er zijn grotere afstanden mogelijk, tot zesenhalf kilometer, tussen de elektronische rijwegbeveiliging en baanapparatuur die bediend en/of uitgelezen moet worden. Om dit te bereiken wordt de bekabeling voor voeding en voor de besturing en terugmelding van elkaar gescheiden.
- Er is daardoor een grotere mate van centralisatie mogelijk. Dat leidt tot besparingen van het aantal treindienstleiders. Overigens bieden veel systemen ook de mogelijkheid voor lokale bediening, wat bijvoorbeeld voor rangeerwerkzaamheden wenselijk kan zijn.
- Doordat de besturing en uitlezing van baanapparatuur met aparte modules wordt gerealiseerd is de compatibiliteit met baanapparatuur groot.

## Verwijzingen
1. ↑  (en) Handbook Electronic Interlocking, Maintenance Instructiond Series – I (pdf) 7. Indiase Spoorwegen (februari 2014). Gearchiveerd op 23 november 2018. Geraadpleegd op 3 november 2018.
2. ↑  (en) Thales interlocking solutions. Gearchiveerd op 3 november 2018. Geraadpleegd op 3 november 2018.